# St Mary's Chapel (Crosskirk)

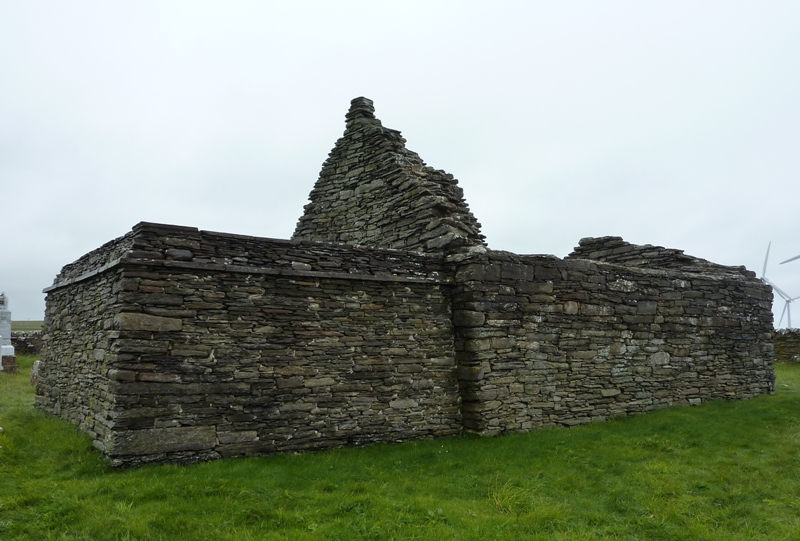
St Mary's Church te Crosskirk gezien vanuit het noorden. Het rechterdeel is het 12e-eeuwse schip, het linkerdeel is het tot mausoleum omgebouwde koor.

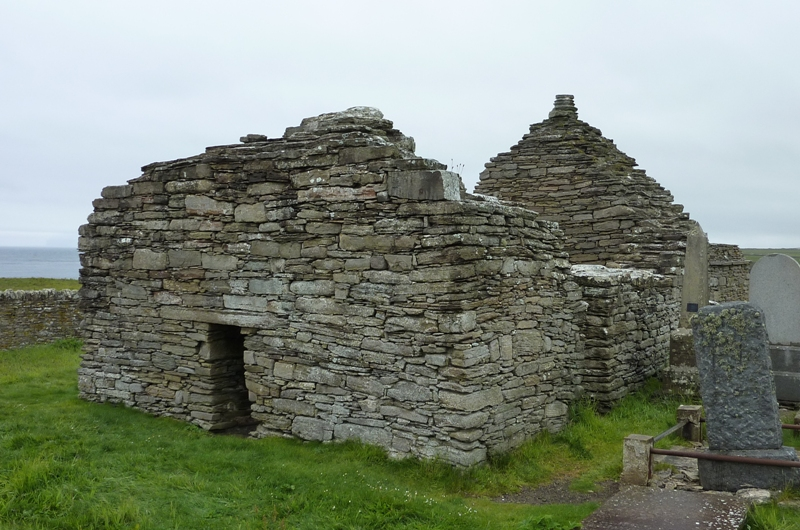
St Mary's Church gezien vanuit het zuidwesten. Vooraan bevindt zich de westelijke ingang van het schip.

St Mary's Chapel is een twaalfde-eeuwse kapel, gelegen in Crosskirk, acht kilometer ten westen van Thurso, Caithness, in de Schotse regio Highland.

## Geschiedenis
St Mary's Chapel werd vermoedelijk gebouwd in de twaalfde eeuw.
De kapel viel onder de verantwoordelijkheid van de kerk in Reay. Op het kerkhof bij die kerk bevindt zich een grafsteen uit de negende eeuw; dit is een indicatie dat de kerk in Reay ouder is en daarom in het verleden vermoedelijk belangrijker was dan de kapel in Crosskirk.

## Bouw
St Mary's Chapel ligt aan de westzijde van Crosskirk Bay en is oost-westelijk georiënteerd.
St Mary's Chapel werd gebouwd door middel van de stapelmuur-techniek, hetgeen wil zeggen dat er geen bindende materialen, zoals bijvoorbeeld cement, werden gebruikt bij de bouw. De muren zijn 76 centimeter dik.
De kerk bestaat uit twee delen: een schip en een koor met een rechthoekig uiteinde. Het schip is gescheiden van het koor door een solide muur, waarin zich een trapezoïde toegang bevindt. Deze architectuur was gebruikelijker op de Orkneys dan in de Schotse Hooglanden. Een voorbeeld van dezelfde architectuur is onder andere te vinden in St Mary's Chapel (Wyre). Er is geen bewijs dat de toegang tot het schip ooit een deur bevatte; wellicht hing er een dierenhuid zoals gebruikelijk was bij sommige huizen uit die tijd. Het schip is 5,4 meter lang en 3,3 meter breed.
De noordelijke muur heeft vermoedelijk nog min of meer zijn oorspronkelijke hoogte, namelijk 2,4 meter. De hoogte van de zuidelijke muur varieert tussen 1,8 en 2 meter.
De vooral aan de buitenzijde zwaar beschadigde westelijke muur is zo'n 3,6 meter hoog. De oostelijke muur is 4,6 meter hoog.
De kapel heeft geen dak meer.
De toegang aan de westzijde is nog in de oorspronkelijke vorm, zonder verbouwd te zijn. De toegang is naar boven toe trapeziumvormig; dit is een kenmerk van vroege Ierse kerken.
De deur in de zuidelijke muur is een wijziging van latere datum en kwam wellicht op de plaats van een vroeger raam.
Het koor is veranderd in een mausoleum, waarschijnlijk in zeventiende eeuw, waarbij de ramen zijn verwijderd. Het koor is 3,4 meter lang en 3,3 meter breed. Op de oostmuur staat in grove letters monument to Donald Gunn +1778. Op de begraafplaats om de kapel bevinden zich grafstenen uit de achttiende en negentiende eeuw.
Honderdvijftig meter zuidelijker ligt een put die bekendstaat als St Mary's Well.
Op de klif ten noorden van de kapel lag ooit de Crosskirk Broch.

## Beheer
St Mary's Chapel wordt beheerd door Historic Scotland en is vrij toegankelijk.